# Teluk Ketapang (Senyerang)
Teluk Ketapang is een bestuurslaag in het regentschap Tanjung Jabung Barat van de provincie Jambi, Indonesië. Teluk Ketapang telt 2577 inwoners (volkstelling 2010).